# Język kuroński
Język kuroński – wymarły język z zespołu wschodniobałtyckiego języków bałtyckich, którym posługiwali się Kurowie zamieszkujący Kurlandię (zachodnia część Łotwy i część zachodniej Litwy).
Daniel Klein w swoim dziele Grammatica Litvanica z 1653 roku odnotował, że litewskie słowo żeme (łac. terra, pol. ziemia) jest wymawiane w kurońskim jako semme. Dyftong ie przeszedł w kurońskim w ee lub å, więc kurońskie Deews Tåws (łac. Deus Pater, pol. Bóg Ojciec) odpowiada litewskiemu Diews Tews, a kurońskie ghråki (łac. peccata, pol. grzechy) litewskiemu griekai. Język łotewski występuje obok kurońskiego (oznacza to, że nie jest z nim tożsamy) w porównaniu es (łac. ego, pol. ja) i tåw/tow z tych języków do litewskiego asz i taw. Kurońskie musso odpowiada litewskiemu musu (łac. noster, pol. nasz, łot. mūsu), a Deewu Teewu poprzez zamianę końcowego a na u odpowiada wyrazom Diewa Tewa. Daniel Klein zaznaczył, iż w języku kurońskim podwójnie występują dźwięki, gdzie w wyrazach pokrewnych ich brak, np. powyższe semme z podwójnym m zamiast pojedynczego w żeme i na odwrót es zamiast asz lub swåtha deena (łac. sacer dies, pol. święty dzień) zamiast szwenta diena.
Autor gramatyki wyraźnie oddzielił kuroński od żmudzkiego, kłajpedzkiego i litewskiego z Wielkiego Księstwa Litewskiego. Rozmieszczenie tych dialektów porównał do rozmieszczenia geograficznego dialektów języka niemieckiego znajdujących się na terenie współczesnych Niemiec i Austrii, kuroński umieścił najdalej od nich i poprzez analogię przyrównał do położenia języka flamandzkiego.